# Goremageddon: The Saw and the Carnage Done
Goremageddon: The Saw and the Carnage Done — третий студийный альбом бельгийской дэт/грайнд-группы Aborted, выпущенный 22 апреля 2003 года на лейбле Listenable Records.

## Об альбоме
Диск записывался на новом месте, а именно на The Hansen Studios, в течение зимы 2002—2003 гг (декабрь — январь); издан в апреле на лейбле Listenable Records. В связи с продолжением тенденции перемен состава, на басу здесь играет уже иной человек, это Фредерик Фре Ванмассенхоф; новым вторым гитаристом стал Барт Вергаерт, а в качестве сессионного барабанщика был приглашён Дирк Вербьюрен, играющий в Soilwork, Scarve и ещё нескольких группах.
Продолжается тенденция семплирования, однако семплы использованы преимущественно из фильма «Восставший из ада 2» . Вся музыка для альбома была написана Бартом, Тийсом и Фредом, за исключением песни «Clinical Colostomy», написанная ещё Кристофером, а тексты написаны Свеном, кроме «Ornaments Of Derision», написанной в соавторстве с Джоэлем Ста и «Clinical Colostomy» — в соавторстве с Леоном Дель Муэрте.
Для названия альбома за основу было взято слегка перефразированное название песни Нила Янга «The Needle and the Damage Done».
Как и предшественники, издавался также на LP ограниченным тиражом в 500 копий, на виниле присутствовал и бонус-трек — кавер на легенду жанра — Carcass, эта же песня вошла бонусом и на специальное издание альбома. Также альбом включает в себя бонус-клип на песню «Meticulous Invagination».

## Список композиций
| №   | Название                                                                  | Длительность |
| --- | ------------------------------------------------------------------------- | ------------ |
| 1.  | «Meticulous Invagination»                                                 | 3:02         |
| 2.  | «Parasitic Flesh Resection»                                               | 2:09         |
| 3.  | «The Saw And The Carnage Done»                                            | 4:50         |
| 4.  | «Ornaments of Derision»                                                   | 4:54         |
| 5.  | «Sanguine Verses (…of Extirpation)»                                       | 3:24         |
| 6.  | «Charted Carnal Effigy»                                                   | 3:31         |
| 7.  | «Clinical Colostomy» (гитарные соло сыграны Джейкобом Хансеном)           | 3:29         |
| 8.  | «Medical Deviance»                                                        | 3:11         |
| 9.  | «Sea of Cartilage»                                                        | 3:02         |
| 10. | «Nemesis»                                                                 | 2:58         |
| 11. | «Carnal Forge» (Carcass cover - бонус-трек для специального издания и LP) | 4:03         |

## Переиздание
В 2009-м году был переиздан с тремя бонус-треками (помимо кавера на Carcass, на него вошли две песни из The Haematobic EP) и слегка обновлённым оформлением.
| №   | Название                                                                          | Длительность |
| --- | --------------------------------------------------------------------------------- | ------------ |
| 1.  | «Meticulous Invagination»                                                         | 3:02         |
| 2.  | «Parasitic Flesh Resection»                                                       | 2:09         |
| 3.  | «The Saw And The Carnage Done»                                                    | 4:50         |
| 4.  | «Ornaments of Derision»                                                           | 4:54         |
| 5.  | «Sanguine Verses (…of Extirpation)»                                               | 3:24         |
| 6.  | «Charted Carnal Effigy»                                                           | 3:31         |
| 7.  | «Clinical Colostomy» (гитарные соло сыграны Джейкобом Хансеном)                   | 3:29         |
| 8.  | «Medical Deviance»                                                                | 3:11         |
| 9.  | «Sea of Cartilage»                                                                | 3:02         |
| 10. | «Nemesis»                                                                         | 2:58         |
| 11. | «Carnal Forge» (Carcass cover - бонус-трек со специального издания и LP)          | 4:03         |
| 12. | «Gestated Rabidity» (бонус-трек - в оригинале с The Haematobic EP)                | 4:13         |
| 13. | «Voracious Haemoglobinic Syndrome» (бонус-трек - в оригинале с The Haematobic EP) | 4:07         |

## Участники записи
- Свен Свенчо де Калюве — вокал
- Тийс Тис де Клоэдт — соло-гитара
- Барт Вергаерт — гитара
- Фредерик Фре Ванмассенхоф — бас
- Дирк Вербьюрен — сессионные ударные

## Ссылка
- Альбом в дискографии Encyclopaedia Metallum
- Дискография группы на Metal Storm